# 乌拉溪镇
乌拉溪乡，是中华人民共和国四川省甘孜藏族自治州九龙县下辖的一个乡镇级行政单位。2019年12月，撤乡设镇，乌拉溪镇人民政府驻河坝村3组1号。

## 行政区划
乌拉溪乡下辖以下地区：
河坝村、坡上村、石头沟村和偏桥村。